# 馬可·迪卡利
馬可·迪卡利（德語：Marco di Carli；1985年4月12日—）是一位德國游泳運動員。他擅長仰泳和自由泳。在2012年歐洲游泳錦標賽上，他獲得4乘100米接力的銀牌。他還代表德國參加了2004年雅典奧運會。